# Liste des conseillers généraux de la Somme de 1988 à 1992

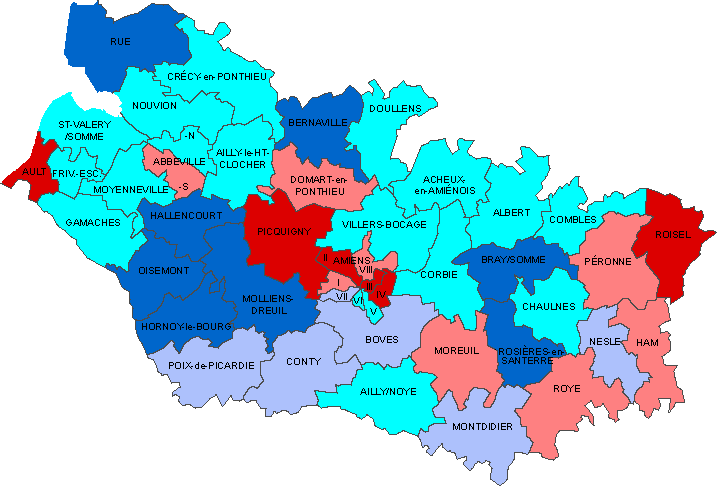
Cantons de la Somme après les élections de 1988

Cet article dresse la liste des 46 membres du Conseil général de la Somme élus lors de l'élection cantonale de 1988, ainsi que les changements intervenus en cours de mandature.

## Composition du conseil général de laSomme(46 sièges)

### Assemblée départementale en début de mandature
| Parti                              | Parti                            | Sigle | Sigle    | Élus | Élus | Groupe                  |
| ---------------------------------- | -------------------------------- | ----- | -------- | ---- | ---- | ----------------------- |
| Majorité (32 sièges)               |                                  |       |          |      |      |                         |
| Union pour la démocratie française | Parti social-démocrate           |       | UDF-PSD  | 7    | 15   | Majorité départementale |
| Union pour la démocratie française | Centre des démocrates sociaux    |       | UDF-CDS  | 5    | 15   | Majorité départementale |
| Union pour la démocratie française | Parti républicain                |       | UDF-PR   | 3    | 15   | Majorité départementale |
| Rassemblement pour la République   | Rassemblement pour la République |       | RPR      | 9    | 9    | Majorité départementale |
| Divers droite                      | Divers droite                    |       | DVD      | 7    | 7    | Majorité départementale |
| Apparenté social-démocrate         | Apparenté social-démocrate       |       | App. PSD | 1    | 1    | Majorité départementale |
| Opposition (14 sièges)             |                                  |       |          |      |      |                         |
| Parti socialiste                   | Parti socialiste                 |       | PS       | 8    | 8    | Socialiste              |
| Parti communiste français          | Parti communiste français        |       | PCF      | 5    | 5    | Communiste              |
| Communistes rénovateurs            | Communistes rénovateurs          |       | Rénov.   | 1    | 1    | Communiste              |
| Président du Conseil Général       |                                  |       |          |      |      |                         |
| Fernand Demilly (UDF-PSD)          |                                  |       |          |      |      |                         |

### Assemblée départementale en fin de mandature
| Parti                              | Parti                            | Sigle | Sigle    | Élus | Élus | Groupe                  |
| ---------------------------------- | -------------------------------- | ----- | -------- | ---- | ---- | ----------------------- |
| Majorité (32 sièges)               |                                  |       |          |      |      |                         |
| Union pour la démocratie française | Parti social-démocrate           |       | UDF-PSD  | 7    | 15   | Majorité départementale |
| Union pour la démocratie française | Centre des démocrates sociaux    |       | UDF-CDS  | 5    | 15   | Majorité départementale |
| Union pour la démocratie française | Parti républicain                |       | UDF-PR   | 3    | 15   | Majorité départementale |
| Rassemblement pour la République   | Rassemblement pour la République |       | RPR      | 9    | 9    | Majorité départementale |
| Divers droite                      | Divers droite                    |       | DVD      | 7    | 7    | Majorité départementale |
| Apparenté social-démocrate         | Apparenté social-démocrate       |       | App. PSD | 1    | 1    | Majorité départementale |
| Opposition (14 sièges)             |                                  |       |          |      |      |                         |
| Parti socialiste                   | Parti socialiste                 |       | PS       | 8    | 8    | Socialiste              |
| Parti communiste français          | Parti communiste français        |       | PCF      | 5    | 5    | Communiste              |
| Communistes rénovateurs            | Communistes rénovateurs          |       | Rénov.   | 1    | 1    | Communiste              |
| Président du Conseil Général       |                                  |       |          |      |      |                         |
| Fernand Demilly (UDF-PSD)          |                                  |       |          |      |      |                         |

## Liste des conseillers généraux de la Somme
| Canton                 | Conseillers         | Partis | Partis   | Groupes                 |
| ---------------------- | ------------------- | ------ | -------- | ----------------------- |
| Abbeville-Nord         | André Leduc         |        | UDF-PSD  | Majorité départementale |
| Abbeville-Sud          | Guy Dovergne        |        | PS       | Socialiste              |
| Acheux-en-Amiénois     | Jackie Pillon       |        | UDF-PSD  | Majorité départementale |
| Ailly-le-Haut-Clocher  | Alain Louis-Jacques |        | UDF-PSD  | Majorité départementale |
| Ailly-sur-Noye         | Pierre Classen      |        | UDF-PSD  | Majorité départementale |
| Albert                 | Fernand Demilly     |        | UDF-PSD  | Majorité départementale |
| Amiens-Ouest           | Serge Delignières   |        | PS       | Socialiste              |
| Amiens-Nord-Ouest      | Gérald Maisse       |        | PCF      | Communiste              |
| Amiens-Nord-Est        | René Carouge        |        | Rénov.   | Communiste              |
| Amiens-Est             | Liliane Brunet      |        | PCF      | Communiste              |
| Amiens-Sud-Est         | Jean-Claude Broutin |        | UDF-CDS  | Majorité départementale |
| Amiens-Sud             | Hubert Henno        |        | UDF-PR   | Majorité départementale |
| Amiens-Sud-Ouest       | Gérard Moularde     |        | DVD      | Majorité départementale |
| Amiens-Nord            | Francis Lecul       |        | PS       | Socialiste              |
| Ault                   | Michel Couillet     |        | PCF      | Communiste              |
| Bernaville             | Joël Hart           |        | RPR      | Majorité départementale |
| Boves                  | Pierre Desse        |        | DVD      | Majorité départementale |
| Bray-sur-Somme         | Marcel Guyot        |        | RPR      | Majorité départementale |
| Chaulnes               | Serge Bayard        |        | UDF-PSD  | Majorité départementale |
| Comble                 | Albert Flinois      |        | UDF-CDS  | Majorité départementale |
| Conty                  | André Occis         |        | DVD      | Majorité départementale |
| Corbie                 | Alain Gest          |        | UDF-PR   | Majorité départementale |
| Crécy-en-Ponthieu      | Régis Lécuyer       |        | DVD      | Majorité départementale |
| Domart-en-Ponthieu     | Gilbert Temmermann  |        | PS       | Socialiste              |
| Doullens               | Jacques Mossion     |        | UDF-CDS  | Majorité départementale |
| Friville-Escarbotin    | Christian Cahon     |        | UDF-PR   | Majorité départementale |
| Gamaches               | Michel Bonduelle    |        | DVD      | Majorité départementale |
| Hallencourt            | Pierre Martin       |        | RPR      | Majorité départementale |
| Ham                    | Jean Boitel         |        | PS       | Socialiste              |
| Hornoy-le-Bourg        | Daniel Capon        |        | RPR      | Majorité départementale |
| Molliens-Dreuil        | Jean Dhalluin       |        | RPR      | Majorité départementale |
| Montdidier             | Gérard Flamand      |        | RPR      | Majorité départementale |
| Moreuil                | Daniel Fournier     |        | PS       | Socialiste              |
| Moyenneville           | Roger Castel        |        | UDF-CDS  | Majorité départementale |
| Nesle                  | Jacques Gronnier    |        | DVD      | Majorité départementale |
| Nouvion                | Ernest Lécuyer      |        | UDF-PSD  | Majorité départementale |
| Oisemont               | Jérôme Bignon       |        | RPR      | Majorité départementale |
| Péronne                | Pierre Linéatte     |        | PS       | Socialiste              |
| Picquigny              | René Régnier        |        | PCF      | Communiste              |
| Poix-de-Picardie       | Pierre Daniel       |        | DVD      | Majorité départementale |
| Roisel                 | Pierre Druin        |        | PCF      | Communiste              |
| Rosières-en-Santerre   | Jacques Trobas      |        | RPR      | Majorité départementale |
| Roye                   | Jacques Fleury      |        | PS       | Socialiste              |
| Rue                    | Pierre Bamière      |        | RPR      | Majorité départementale |
| Saint-Valery-sur-Somme | Pierre Dingremont   |        | App. PSD | Majorité départementale |
| Villers-Bocage         | Pierre Claisse      |        | UDF-CDS  | Majorité départementale |

Noms en gras : élus lors des élections cantonales de 1988